# Pont de Cassagne
Der Pont de Cassagne oder Pont Gisclard ist eine Schrägseilbrücke der Ligne de Cerdagne über den Fluss Têt im französischen Département Pyrénées-Orientales.

## Geschichte
Von 1903 bis 1910 errichtete die Compagnie des chemins de fer du Midi unter der Leitung von Jules Lax eine meterspurige Eisenbahnstrecke von Villefranche-de-Conflent nach Bourg-Madame. Ferdinand Arnodins Unternehmen Entreprise Arnodin errichtete dafür in den Jahren 1905 bis 1909 bei Kilometer 24,252 eine Schrägseilbrücke nach den Ideen und Patenten Albert Gisclards. Die Brücke wurde am 18. Juli 1910 in Betrieb genommen und 1994 zum Monument historique erklärt.

## Bauweise
Die Brücke hat eine Länge von insgesamt 234 Metern und überspannt das Tal der Têt in rund 75 Metern Höhe. Die beiden gemauerten Pfeiler der Brücke stehen 156 Meter entfernt voneinander an den gegenüberliegenden Berghängen und haben eine Höhe von 32 bzw. 28 Metern. Auf diesen befinden sich jeweils 30 Meter hohe Pylone aus Stahl. Die Stahlseile wurden von Entreprise Arnodin hergestellt. Eine Besonderheit ist, dass die oberen Schrägseile weit über die Mitte der Brücke hinausreichen und sich damit überschneiden.

## Eisenbahnunfall vom 31. Oktober 1909
Auf der Heimfahrt nach den erfolgreichen Belastungsproben vom 31. Oktober 1909 entlief der Zug und entgleiste. Bei dem Eisenbahnunfall starben sechs Personen, darunter drei Mitglieder des Corps des ingénieurs des ponts et chaussées, der Sektionschef der Chemins de fer de l’État, der Chefmonteur der Entreprise Arnodin sowie der Urheber der Brücke Albert Gisclard. Ferdinand Arnodin und Gaston Leinekugel Le Cocq wurden verletzt. An diesen Unfall erinnert eine Plakette an der Nationalstraße 116. Außerdem wird die Brücke zum Andenken an Albert Gisclard auch Pont Gisclard genannt.